# Monthly Birz
Monthly Comic Birz (月刊コミックバーズ, Gekkan Komikku Bāzu) est un magazine de prépublication de mangas mensuel de type seinen publié depuis 1996 par Gentōsha,.
En avril 2015, le magazine est renommé Monthly Birz et propose une nouvelle formule.